# Leskovic
Leskovic je priimek več znanih Slovencev:

## Znani nosilci priimka
- Alenka Leskovic (1946—2014), novinarka
- Bogdan Leskovic (1926—2009), zdravnik internist, gerontolog
- Bogo Leskovic (1909—1995), dirigent, skladatelj, violončelist in pedagog
- Boris Leskovic, lovski strokovnjak, urednik, publicist
- Daniel Leskovic, godbenik
- Marjan Leskovic, pesnik, aforist
- Peter Leskovic (1792—1847), kmetovalec, publicist